# Tre donne. Una storia d'amore e disamore
Tre donne. Una storia d'amore e disamore è un romanzo dell'autrice italiana Dacia Maraini del 2017.
Il libro nel 2019 è stato pubblicato in tedesco col titolo Drei Frauen.

## Trama
In un piccolo appartamento di una grande città italiana vivono tre donne: madre (Maria), figlia  (Lori) e nonna (Gesuina). Lori tiene un diario che nasconde in una nicchia del muro della sua camera, Maria scrive in continuazione lettere al suo amato, un uomo di nome François, e Gesuina confida i suoi pensieri ad un registratore portatile. La famiglia così composta vive delle traduzioni di Maria e delle iniezioni intramuscolari che Gesuina fa su richiesta. Lori va alle scuole superiori, ma più che allo studio è appassionata ai tatuaggi (se n'è fatta fare sulla schiena uno a forma di drago) e al sesso, che pratica col suo compagno di scuola Tulù.
Gesuina, da parte sua, vive una storia poco più che platonica col fornaio Simone, molto più giovane di lei, limitata a qualche bacio scambiato di nascosto nel retrobottega; quando Simone decide di accasarsi con una sua coetanea, Gesuina intreccia una relazione virtuale con Filippo, un uomo sposato conosciuto su WhatsApp.
In occasione delle festività natalizie, Maria invita François a casa sua per poi partire insieme per un lungo viaggio nei Paesi Bassi. Poco dopo, Lori si scopre incinta: ciò è avvenuto a seguito di un fugace rapporto avuto con François, di cui ammirava il fisico prestante e dall'aspetto giovanile. Lori confida tutto alla nonna e, dopo aver valutato le varie opzioni (abortire oppure far passare il bambino come figlio di Tulù) decide di far nascere suo figlio e di crescerlo con l'aiuto di Maria e Gesuina. Non trova però il coraggio di dirlo alla madre perché pensa che le darebbe un dolore troppo grande: in effetti, quando Maria legge la lettera che la figlia le ha scritto, tenta il suicidio con un'overdose di sonniferi. Viene salvata per il rotto della cuffia ma non riesce ad uscire dal coma; è trasportata a casa dove viene assistita da due infermieri, mentre il peso della famiglia ricade tutto sulle spalle di Gesuina, poiché Lori è sempre in balia di nausee e voglie di cibi.
Alla fine nasce il figlio di Lori, a cui mette nome Prometeo, come la cagnolina che le era morta pochi mesi prima. Maria sembra risvegliarsi dal coma.

## Personaggi
- Maria Cascadei: donna di mezza età, figlia di Gesuina e madre di Lori. Per mestiere traduce libri: nel periodo della vicenda si sta occupando di una nuova traduzione di Madame Bovary di Gustave Flaubert.[2]
- Loredana detta Lori: figlia diciassettenne di Maria. È orfana di padre dall'età di tre anni.
- Gesuina: madre sessantenne di Maria. In gioventù aveva tentato la carriera di attrice, e in una compagnia teatrale aveva conosciuto il padre di Maria, che riconobbe come figlia ma di cui sposò la madre solo in punto di morte.
- François: sessantenne francese di Lilla, in buone condizioni economiche, amante di Maria.
- Tulù: compagno di scuola e amante di Lori, di famiglia più che benestante. In seguito alla gravidanza di quest'ultima, si mette con Andrea, un'insegnante tedesca di ginnastica più vecchia di lui.
- Simone: fornaio sulla trentina che Gesuina ha in simpatia. I due non vanno oltre uno scambio di basi anche perché Simone ha dei problemi d'impotenza che cerca di superare con una donna sua coetanea che finisce per sposare.
- Angelo: infermiere che dà i primi soccorsi a Maria dopo il tentativo di suicidio e che la segue anche a casa. Sua caratteristica sono le grosse braccia tatuate. Ha quattro figli.
- Alessia: infermiera che segue Maria a casa, alternandosi con Angelo.

## Edizioni
- Dacia Maraini, Tre donne. Una storia d'amore e disamore, La Scala, Milano, Rizzoli, 2017, ISBN 978-88-17-09696-6.
- Dacia Maraini, Tre donne. Una storia d'amore e disamore, Milano, Mondolibri, 2018.